# Lobato
Lobato là một đô thị thuộc bang Paraná, Brasil. Đô thị này có diện tích 240,904 km², dân số năm 2007 là 4377 người, mật độ 17,8 người/km².